# Schloss Sövdeborg

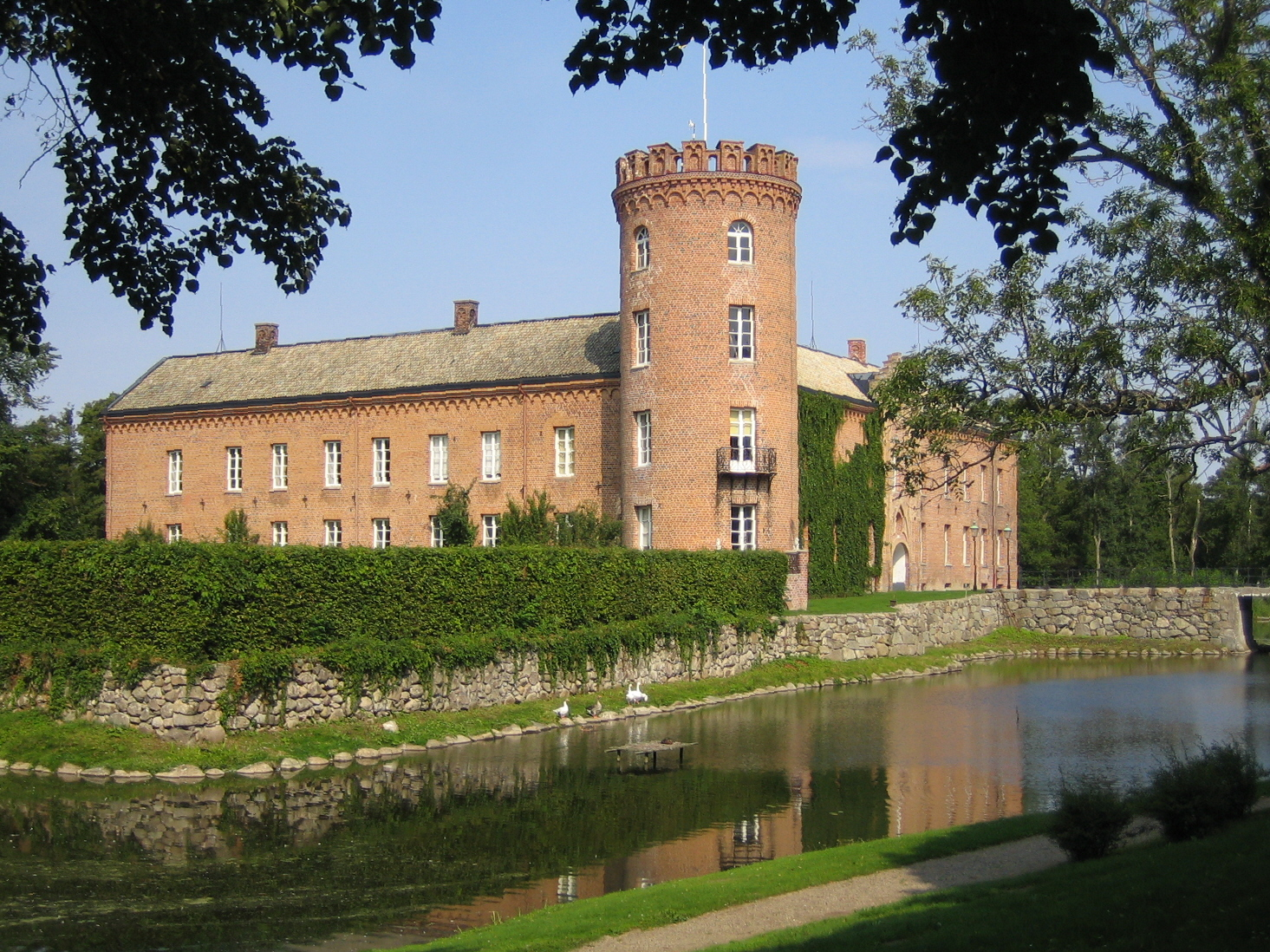
Schloss Sövdeborg

Das Schloss Sövdeborg liegt am kleinen See Sövdeborgsjön in der schwedischen Gemeinde Sjöbo etwa 5 km südlich des Hauptortes Sjöbo in Schonen. Das Schloss besteht aus einem Hauptteil mit zwei Gebäudeflügel. An der südlichen Ecke befindet sich ein runder Turm.
Einer der markantesten Räume ist der sogenannte Steinsaal im südöstlichen Bereich der unteren Etage. Er besitzt eine aufwendig dekorierte Stuckdecke. Westlich des Schlosses wurde ein Teil des hier trockengelegten Sees zu einem englischen Park mit verzweigten Kanälen umgewandelt. Diese Kanäle sind nördlich des Schlosses mit dem noch heute vorhandenen Teil des Sees verbunden.
Der ursprüngliche Gutshof befand sich weiter westlich auf einem Hügel am größeren Gewässer Sövdesjö. Es wird vermutet, dass der Hof dem von Saxo Grammaticus beschriebenen Sygostha oder Sygastha entspricht, an dem Bischof Absalon von Lund im Jahr 1180 von Einwohnern Schonens angegriffen wurde. Im Zuge der Reformation wurde Sövdeborg von der dänischen Krone eingezogen und 1587 an Fredrik Lange verkauft. 1597 zogen die Inhaber beim Bau des heutigen Schlosses an den kleineren Sövdeborgsjön um. In Langes Auftrag entstanden der östliche und südliche Gebäudeteil sowie der Turm. 1639 gehörte das Schloss Otto Tott, der einen weiteren Flügel anbauen ließ. Als Schonen 1658 schwedisch wurde, kaufte Feldmarschall Rutger von Ascheberg das Gut.
In den folgenden Jahren schrieben sich verschiedene Adelsgeschlechter, wie Sparre, Meijerfeldt und Piper, die das Schloss durch Erbschaft oder Kauf erhielten, in die Besitzerliste ein. Zwischen 1840 und 1844 wurden die Fassaden mit mittelalterlichen Dekorationen im neoromanischen Stil verziert. Heute ist Sövdeborg im Besitz der Familie Stjernswärd. Es steht seit 1984 als Byggnadsminne unter Denkmalschutz.